# Veng Fai Ho
Veng Fai Ho (21 dicembre 1980) è un calciatore macaense, di ruolo difensore.